# خوان آلبرتو اسکیافینو
خوان آلبرتو "پپه" شیافینو ویلانو (تلفظ ایتالیایی: [skjafˈfi:no]؛ ۲۸ ژوئیه ۱۹۲۵ – ۱۳ نوامبر ۲۰۰۲) یک بازیکن فوتبال ایتالیایی-اروگوئه‌ای بود که در پست هافبک هجومی یا مهاجم بازی می‌کرد.

## تیم ملی
از سال ۱۹۵۴ میلادی عضو تیم ملی فوتبال ایتالیا بوده و در ۴ بازی ملی حضور داشته‌است. او در بازی‌های ملی‌اش گلی به ثمر نرساند.
خوان آلبرتو شیافینو آخرین بازی ملی خود را در سال ۱۹۵۸ میلادی انجام داد.